# Reece Horn
Reece Horn (Carmel, 1º febbraio 1993) è un giocatore di football americano statunitense, che gioca come wide receiver per i Vienna Vikings.
Dopo aver giocato per la squadra universitaria statunitense degli Indianapolis Greyhounds, nel 2016 si presenta al draft NFL ma non è selezionato, firmando invece come undrafted free agent con i Tennessee Titans (che lo taglieranno alla fine della preseason). Si trasferisce quindi agli italiani Seamen Milano e da lì agli austriaci Vienna Vikings. Torna quindi negli Stati Uniti, dove gioca nei Memphis Express, prima di far parte del roster di preseason dei Miami Dolphins. Nel 2020 passa ai Tampa Bay Vipers, mentre l'anno successivo vince la Spring League con i Linemen e firma per qualche settimana di preseason con i Cincinnati Bengals. Nel 2022 tenta l'accesso alla CFL, ma anche i Calgary Stampeders lo tagliano prima della stagione regolare. Torna quindi in Europa ai tedeschi Frankfurt Galaxy in ELF e dal 2024 è nuovamente un giocatore dei Vikings.

## Palmarès
- 1 TSL Mega Bowl (TSL Linemen, 2021)
- 1 Italian Bowl (Seamen Milano, 2017)